# Pseudoradema baicalensis
Pseudoradema baicalensis är en nattsländeart som först beskrevs av Martynov 1914.  Pseudoradema baicalensis ingår i släktet Pseudoradema och familjen Apataniidae. Inga underarter finns listade i Catalogue of Life.